# Metabolička acidoza
Metabolička acidoza je najčešći tip acidobaznog poremećaja koji se karakteriše viškom H–jona, niskim pH vrednostima plazme, smanjenom koncentracijom bikarbonata (< 24 mmol/l).

## Mehanizam
Bazni učinak, koji je osnova metaboličke acidoze, izazvan je jednim od dva osnovna mehanizma: gubitak baze i prekomerno stvaranje kiselina.
Gubitak baza
Bikarbonati se iz tela mogu ukloniti crevnom sekrecijom i izlučivanjem mokraće (urina). Najčešća klinička stanja kod kojih se javlja gubitak baza su:
- Hronične crevne opstrukcije;
- Pankreatične fistule;
- Tumori debelog creva sa mukoznom sekrecijom;
- Hronične bubrežne bolesti.

Prekomerno stvaranje kiselina
Prekomerno stvaranje kiselina je obično rezultat poremećaja u metabolizmu ugljenih hidrata ili posledica tkivne anoksije izazvane slabom perfuzijom tkiva (srčani arest, embolija, hipotenzija, infuzija kateholamina) ili perfuzijom krvi koja sadrži jako malo kiseonika da bi zadovoljila metaboličke zahteve (respiratorna depresija, apneja ili udisanje hipoksičnih mešavina).
Kao posledica nepotpunog metabolizma stvaraju se mlečna i piruvična kiselina, a pošto se one puferizuju bikarbonatima, dolazi do gubitka baza. Prema istraživanjima, smatra se da je –jon iz mlečne kiseline odgovoran za najveći broj metaboličkih acidoza.

## Klinička slika

### Akutna metabolička acidoza
Simptomi nisu specifični, a dijagnoza može biti teška osim ako pacijenti imaju jasne indikacije za uzimanje uzoraka gasa iz krvi. Simptomi mogu uključivati:
- palpitacije,
- glavobolju,
- izmenjen mentalni status (kao što su teška anksioznost usled hipoksije,smanjena oštrina vida),
- mučnina,
- povraćanje,
- bol u stomaku,
- promenjen apetit i povećanje telesne težine,
- slabost mišića,
- bol u kostima i  zglobovima.

Bolesniici sa akutnom metaboličkom acidozom mogu ispoljiti duboko, ubrzano disanje zvano Kusmaulovo disanje, što je klasično povezano sa dijabetičkom ketoacidozom. Brzi duboki udisaji povećavaju količinu izdahnutog ugljen-dioksida, smanjujući tako nivoe ugljen-dioksida u serumu, što rezultira određenim stepenom kompenzacije. Prekomerna kompenzacija preko respiratorne alkaloze za formiranje alkalemije se ne javlja.
Ekstremna acidemija takođe može dovesti do neuroloških i srčanih komplikacija:
- Neurološki: letargija, stupor, koma, napadi

- Srčani: abnormalni srčani ritmovi (npr. ventrikularna tahikardija) i smanjen odgovor na epinefrin, oba dovode do niskog krvnog pritiska

Fizički pregled povremeno može otkriti znake bolesti, ali je često inače normalan. Kod trovanja etilen glikolom prijavljuju se abnormalnosti kranijalnih nerva, a edem mrežnjače može biti znak intoksikacije metanolom.

### Hronična metabolička acidoza
Hronična metabolička acidoza ima nespecifične kliničke simptome, ali se može lako dijagnostikovati testiranjem nivoa bikarbonata u serumu kod pacijenata sa hroničnom bolešću bubrega (HBB) kao deo sveobuhvatnog metaboličkog panela. Pacijente sa HBB stadijuma G3–G5 treba rutinski pregledati na metaboličku acidozu.

## Diferencijalna dijagnoza
Kombinacija kliničkih karakteristika bolesti i rezultata analiza gasa/plazmе bikarbonata arterijske krvi ukazuje na prisustvo metaboličke acidoze. Utvrđivanje njegovog osnovnog uzroka ključno je optimalno lečenja i korekcije acidoze. Sa takvim karakteristikama poremećaja, ne postoje diferencijalne dijagnoze, već lista mogućih uzroka koji se mogu opovrgnuti/potvrditi kao mogući uzrok.  

## Spoljašnje veze
|  | Molimo Vas, obratite pažnju na važno upozorenje u vezi sa temama iz oblasti medicine (zdravlja). |